# Dobbelstein (Margraten)
Dobbelstein (ook: Dobbelsteyn of Dobbelsteynshoeve) is een monumentale hoeve in het Nederlandse dorp Margraten, provincie Limburg.

## Geschiedenis
De hoeve was een landsheerlijke laathof, verbonden aan Neubourg, en komt voor het eerst voor in 15e-eeuwse documenten. De eigenaren van de hoeve waren toen afkomstig uit het geslacht Van Dobbelstein, dat destijds op kasteel Doenrade woonde. De hoeve werd naar hen vernoemd.
Johan de la Bavette had begin 17e eeuw de hoeve Dobbelstein in bezit en verkocht het in 1620 aan kapitein Charles Grignet. Hij verbleef er niet zelf, maar benoemde een stadhouder als zijn plaatsvervanger.

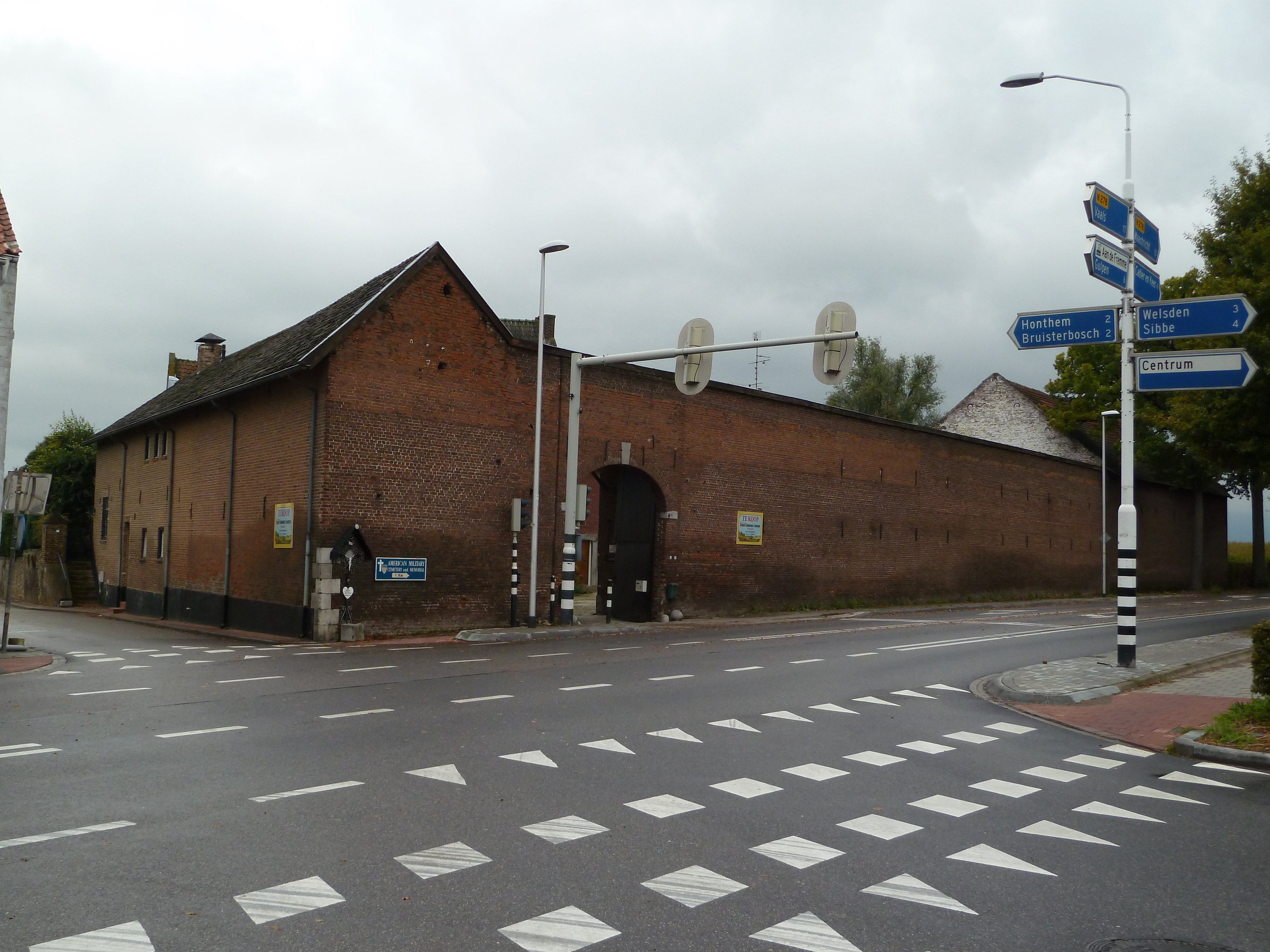
De hoeve langs de Rijksweg

## Beschrijving
De hoeve was oorspronkelijk gebouwd rondom een vierkante binnenplaats. Vanwege de aanleg in 1823 van de Rijksweg tussen Maastricht en Vaals moest het noordelijke deel van de hoeve worden afgebroken. Hierdoor ontstond een driehoekige binnenplaats, die van de Rijksweg werd afgescheiden door een nieuwe muur met toegangspoort.
De hoeve was ooit verdedigbaar en beschikte over een onderaardse vluchtroute naar Bruisterbosch.

### Zuidelijke vleugel
De zuidelijke vleugel is het woongedeelte van de hoeve en stamt uit de 17e eeuw. Deze bakstenen vleugel bestaat uit drie woningen met zadeldaken en zijtopgevels. De hoofdwoning bevindt zich voornamelijk in het middelste deel, dat ook hoger is dan de andere twee delen. Onder de vleugel zijn kelders aanwezig die van voor de 17e eeuw dateren. Er is een ondergrondse gang naar de kelder van de oostvleugel.
Op het dak staat een windvaantje met het jaartal 1780.
Aan de zuidzijde van de woonvleugel zijn een moestuin, puthuis en bakhuis.

### Oostelijke vleugel
Deze vleugel bestaat uit een woning en twee bedrijfsruimtes. Aan de binnenplaats is de muur opgetrokken in mergel, maar de straatzijde is in 1825 voorzien van een baksteenbeklamping.

### Noordvleugel
Vanwege de aanleg van de Rijksweg in 1823 zijn de bouwdelen hier afgebroken. Om de binnenplaats af te scheiden van de straat werd een muur gebouwd met een toegangspoort. In de poort is een sluitsteen met het jaartal 1825 aangebracht. Ook werden stallen gebouwd voor kleinvee en een tweebeukige bakstenen schuur.